# Comitato di coordinamento delle organizzazioni ebraiche del Belgio

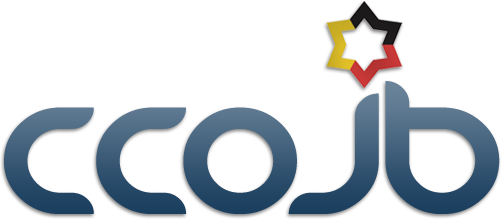
Logo

Il Comitato di coordinamento delle organizzazioni ebraiche in Belgio (noto anche con l'acronimo CCOJB) è l'autorità principale dell'ebraismo belga a livello politico. Federalizza, all'interno di un'unica organizzazione rappresentativa, diverse tendenze politiche, sociali o religiose presenti nella comunità ebraica del Belgio. È presieduto da settembre 2016 da Yohan Benizri.
Il CCOJB è membro del Congresso ebraico europeo e del Congresso ebraico mondiale.

## Fondazione
Il CCOJB è nato a Bruxelles il 26 marzo 1969 con il nome di Sezione belga del Congresso mondiale ebraico. Lo scopo dell'associazione è "la difesa, lo studio e lo sviluppo dei valori ebraici in Belgio e nel mondo. Nel 1984, l'istituzione abbandonò il suo nome iniziale per diventare il Comitato di coordinamento delle organizzazioni ebraiche in Belgio.

## Struttura
Il CCOJB è composto dai seguenti organi:
- il comitato direttivo;
- il consiglio di amministrazione;
- l'assemblea generale che rappresenta tutte le organizzazioni membri;
- le commissioni specifiche.

### Presidenti
- Yohan Benizri, 2016-
- Serge Rozen, 2015-2016
- Maurice Sosnowski, 2010-2015
- Joël Rubinfeld, 2007-2010
- Philippe Markiewicz, 2001-2007
- Viviane Teitelbaum, 1998-2001
- Julien Rybski, 1996-1998
- David Susskind, 1993-1996
- Lazard Perez, 1989-1993
- Joseph Wybran, 1988-1989
- Markus Pardes, 1986-1988
- André Gantman, 1984-1986
- David Susskind, 1974 - 1984
- Alexis Goldschmidt, 1969-1974